# Убийство Гонзаго

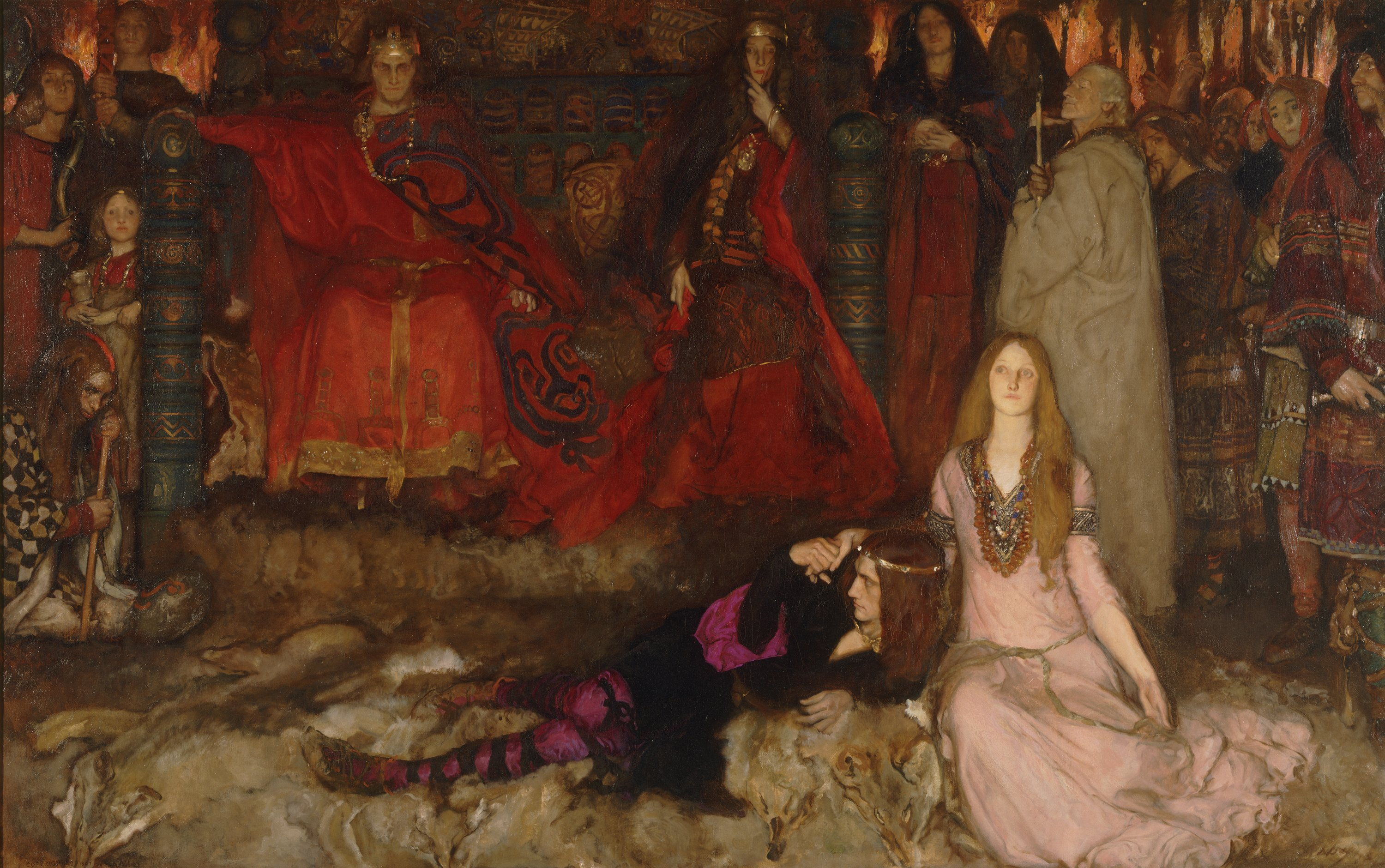
Э. О. Эбби. Сцена с пьесой в «Гамлете». 1897

«Убийство Гонзаго» (англ. The Murder of Gonzago), или «Мышеловка» (The Mousetrap) — спектакль в спектакле, представленный приезжими актёрами в третьем акте трагедии Шекспира «Гамлет». Использовав этот спектакль для провокации, Гамлет убедился, что Клавдий действительно убил его отца.

## Пьеса

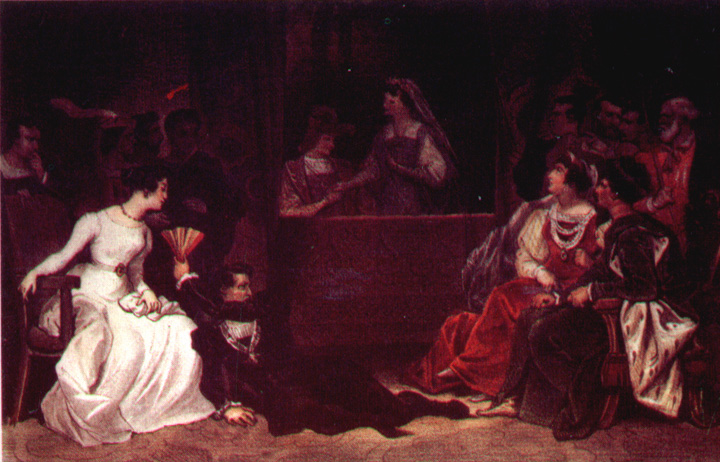
Луи Буланже. 3-й акт шекспировского «Гамлета», Клавдий в театре

Чтобы вывести Клавдия из равновесия и разоблачить его, Гамлет просит приезжую труппу актёров сыграть эту пьесу, а также «выучить монолог стихов в двенадцать — шестнадцать, который я напишу и включу в пьесу» (Акт II, сцена II). Какие именно строки были дописаны Гамлетом и успели ли их показать на сцене — неизвестно.
Затем происходит собственно представление пьесы перед двором (Акт III, сцена 2).

### Действующие лица
- Пролог (с 1 репликой)
- Король на сцене (Гонзаго). В Первом кварто 1603 года его зовут герцог Albertus[2].
- Королева на сцене (Баптиста)
- Отравитель (Луциан, племянник короля)

По словам Гамлета, «Эта пьеса изображает убийство. которое произошло в Вене. Имя государя — Гонзаго, а жены его — Баптиста (…) Эта повесть сохранилась и написана на весьма изысканном итальянском языке». В одном первом кварто местом преступления названа не Вена, а Гвиана (guyana). По комментарию Морозова, это значит просто «где-то», название, взятое с потолка. Гвиана могла оказаться «на языке» Шекспира из-за недавно опубликованного отчета о путешествии сэра Уолтера Рэйли — The Discoverie of the Large, Riche, and Bewtiful Empire of Guiana, Performed in the year 1595 by Sir Walter Raleigh. Существует предположение, что «Вена» — это искаженное Венеция, где действительно, по слухам, был отравлен главный прототип жертвы.

### Сюжет
Сначала, по обычаю английского театра того времени, актёры пересказывают содержание пьесы «Убийство Гонзаго» в пантомиме:
Начинается пантомима. Входят король и королева, любовно обращаются друг с другом: королева обнимает короля, он — её. Она становится на колени и жестами выражает свои чувства. Он поднимает её с колен и склоняет голову ей на плечо, затем опускается на ложе из цветов. Она, видя, что он заснул, уходит. Тотчас же входит человек, снимает с него корону, целует её, вливает яд в уши короля и уходит. Возвращается королева. Она видит, что король мертв и жестами выражает отчаяние. Снова входит отравитель с двумя или тремя статистами и делает вид, что скорбит вместе с ней. Мертвое тело уносят. Отравитель добивается благосклонности королевы, поднося ей подарки. Сначала она как будто не соглашается, но, наконец, принимает его любовь. Актёры уходят.

(В некоторых постановках, например в фильме «Гамлет» Лоуренса Оливье, режиссёры ограничиваются одной достаточно выразительной сценой пантомимы и не включают дальнейшую пьесу с репликами).
Затем следует сцена, в которой Король и Королева на сцене в поэтических репликах рассуждают о своей любви и браке (длившемся 30 лет — возраст Гамлета). Королева обещает не выходить замуж второй раз, если овдовеет.
Предательством была бы та любовь.

Убей меня за новым мужем гром!

Кровь первого да будет на втором!

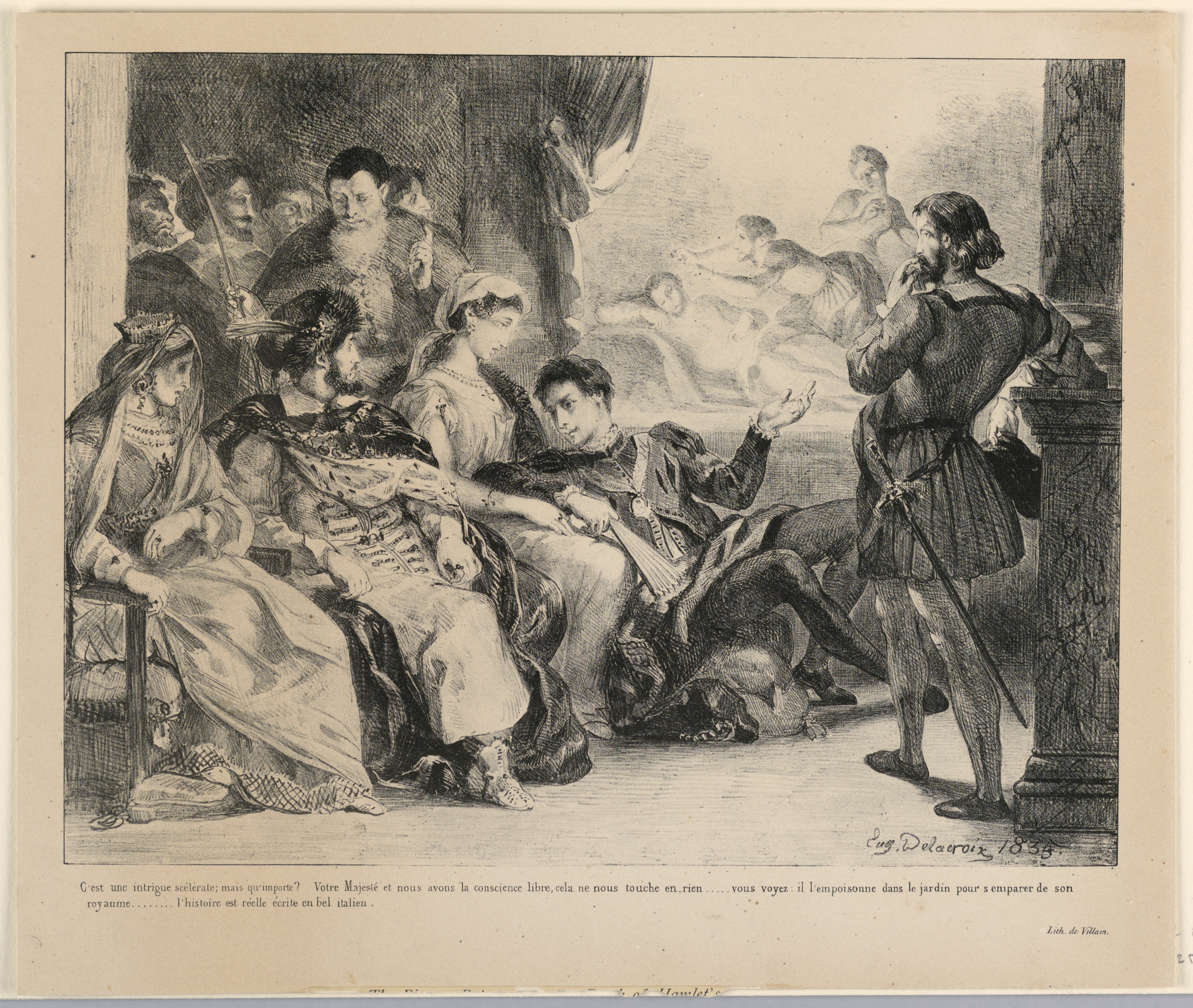
Гравюра XIX века

Затем королева уходит, а король засыпает. Входит отравитель, произносит короткий монолог о своих намерениях.
Рука тверда, дух черен, крепок яд,

Удобен миг, ничей не видит взгляд.

Теки, теки, верши свою расправу,

Гекате посвященная отрава!

Спеши весь вред, который в травах есть,

Над этой жизнью в действие привесть!

После Луциан вливает яд в ухо спящего (таким же способом, по словам Призрака отца Гамлета, был убит Клавдием брат). На этой сцене Клавдий, смущенный, поднимается, прерывает представление и уходит.

### Характеристика текста
Как пишут шекспироведы, «Убийство Гонзаго», если воспринимать его как самостоятельное произведение, нельзя отнести к пьесам высокой литературной ценности. Похоже, она относится к той же категории, что и «Камбиз», то есть воспринималась аудиторией времен Шекспира как высокопарная и аффектированная. Разумеется, существует веская причина, почему Шекспир здесь ввел именно такой тип драмы — по той же причине, по которой ранее Первый актёр читает монолог о Гекубе: поскольку Шекспир должен был подчеркнуть разницу стиля речи от стиля драматического диалога. Публике театра «Глобус» пьеса «Убийство Гонзага», видимо, казалась нарочито старомодной из-за своей условности, монотонных рифм и довольно помпезной риторики. Такая стилистика текста, резко отличающаяся от прозаических речей в самом «Гамлете» — преднамеренно архаичная и искусственная, влияла на иллюзию восприятия «Убийства Гонзаго» как спектакля в спектакле. Предполагают, что это «представление» обставлялось с особенным антуражем для увеличения эффекта.
Есть мнение, что тут Шекспиром спародирован стиль монологов Марло.

## Прототипы и источники
На протяжении веков шекспироведы пытались найти, что послужило в 1600—1601 году для Шекспира источником «Убийства Гонзаго» (написанного через «О», в отличие от реального прозвания итальянской династии Гонзага). Среди предложенных версий:
- 7 мая 1592 года: убийство маркиза Альфонсо Гонзага, маркиза Кастель-Гоффредо (Assassinio di Alfonso Gonzaga). Альфонс спал днем в саду, на него напали 8 вооруженных убийц по приказу его племянника Родольфо, маркиза Кастильоне. Позже Родольфо, ставший новым маркизом Кастель-Гоффредо, возьмет в плен тетку-вдову и её дочь. Сходство историй: жертву в Первом фолио зовут Альберт, место и время убийства, убийца — племянник, удержание вдовы. (В следующие месяцы Родольфо был отлучен от церкви папой и 3 января 1593 года тоже убит восставшим народом узурпированного города Кастель-Гоффредо, император даст городу помилование за это восстание; Assassinio di Rodolfo Gonzaga)[2].

В переводе М. Морозова (1939 года?) к названию пьесы сделано лаконичное примечание: «„Убийство Гонзаго“. — В 1538 году герцог Урбанский (в Италии) был убит Луиджи Гонзаго, который, по преданию, влил ему яд в ухо». Титул герцога города Урбино (Урбинского) в изданиях перевода написан через «А», и это написание также встречается в примечаниях к переводу Пастернака, который Морозов консультировал, и др.
Судя по опечатке, источником примечания был ученый XIX века Эдуард Доуден, который дал такую заметку (III, ii, 252): «В 1538 году герцог Урбанский, женатый на Гонзага, был убит Луиджи Гонзага, который влил яд в его ухо». Джон Довер Уилсон позже напишет: «Доуден, к сожалению, пренебрег указанием своего источника, однако „Убийство Гонзаго“ имеет все признаки того, что его нашли в итальянском оригинале, и я не вижу причины сомневаться, что слова Гамлета в III, ii, 363 „Эта повесть сохранилась и написана на весьма изысканном итальянском языке“ по существу правдивы». В 1935 году Джеффри Буллоу предпринял попытку расследования упоминания Доудена (в итоге оказалось, что историю впервые идентифицировал К. Эллиот Брауни в 1875 году). Оказалось, что имеется в виду следующее событие, повлиявшее не только на «Убийство Гонзага», но и на другие мотивы в «Гамлете»:
- 20 октября 1538 года: смерть герцога Урбинского Франческо Мария I делла Ровере (30 лет женатого на Элеоноре Гонзага) на своей вилле в Пезаро.

Как предполагалось, он был отравлен, возможно, во время одного из своих посещений Венеции. Буллоу пишет, что эта смерть и её обстоятельства широко обсуждалась в Италии и за её пределами. Согласно хронике Джироламо Мария да Венеция, думали, что его убил его цирюльник. «Анналы Италии» Муратори под 1538 годом указывают манускрипт, согласно которому убийцей был Луиджи (Алоизио) Гонзага (по прозвищу Родомонте). Эта версия позже встречается у таких историков как Сарди, Репосати и Тондини. В дальнейшем историки писали, что кто бы ни был автором идеи, все соглашались, что исполнителем был цирюльник, который поместил яд в ухо герцога. Согласно опубликованным документам, после кончины герцога тело его было обследовано и следы яда найдены; цирюльника по приказу сына покойного Гвидобальдо II делла Ровере пытали, и под пытками он признался, что он сделал это по указанию Луиджи Гонзага (кузена Элеоноры) и его свояка, кондотьера Чезаре Фрегозо. Причины, зачем Луиджи мог заказать это убийство — неясны, хотя отношения между герцогом и Луиджи не были гладкими: за несколько лет до этого герцог воспротивился тому, чтобы венецианский Сенат дал Луиджи должность капитана пехоты, а Фрегозо — капитана кавалерии. К моменту же смерти герцога Луиджи уже стал Generalissimo венецианской армии.

Луиджи Гонзага узнал об обвинениях Гвидобальдо, находясь далеко от места событий. Он резко отрицал свое участие, и ближайшие несколько лет были заняты попытками Гвидобальдо отомстить за отца, а Луиджи — найти защиту. В итоге новый герцог инициировал юридическое обвинение, а Луиджи нашел врача, который засвидетельствовал, что герцог умер не от яда, и воззвал к папе римскому; затем обе стороны обратились за правосудием к императору, затем Луиджи обратился к французскому королю. В итоге, спустя несколько лет такой переписки, Венецианская республика, где жил обвиняемый, отказала в открытии дела. Позже в склоку на стороне урбинского герцога включился Пьетро Аретино, заклеймивший Гонзага и Фрегозо, однако уже в письме от 1540 года он извинялся за то, что связал имена двух «таких достойных людей с преступлением мерзкого брадобрея». Те потребовали 100 тыс. компенсации за клевету. Гвидобальдо опять обратился к папе, который сказал, что ничего не может сделать. В 1541 году Фрегозо попал в плен к правителю Милана маркизу дель Васто; сохранилось письмо от Гвидобальдо к маркизу, в котором он просит не убивать его, пока он не раскроет свою тайну. В плену Фрегозо умер. В 1543 году Гвидобальдо прекратил преследовать своего врага, умершего своей смертью в 1549 году. (Между прочим, вышеупомянутый Альфонсо Гонзага, убитый своим племянником Родольфо в 1592 году, был родным сыном, а Родольфо — внуком Луиджи).

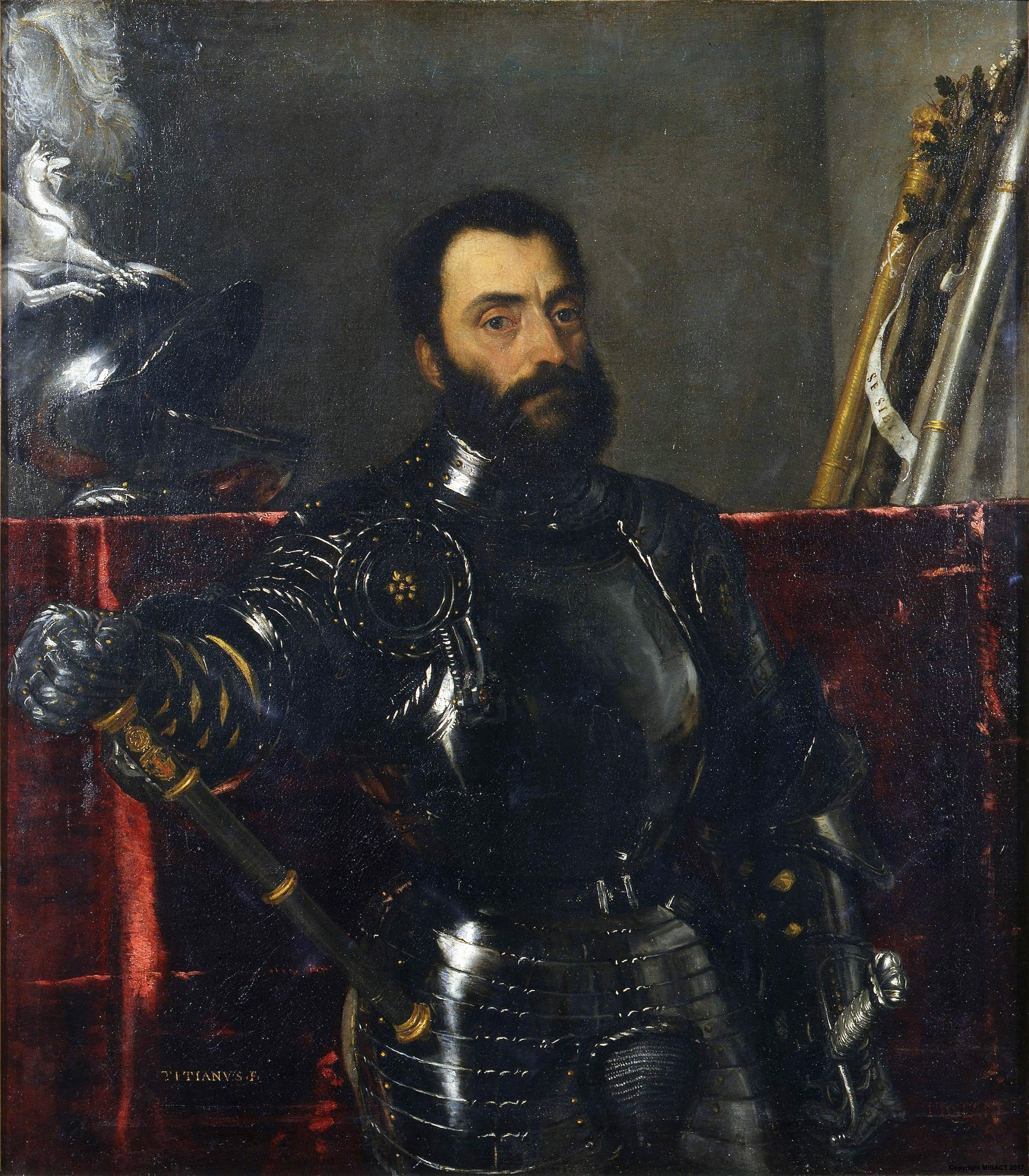
Тициан. Портрет Франческо Мария I делла Ровере, герцога Урбинского. 1530-е

Сходство в таком случае: использование уха для отравления (уникальный случай), опять смерть в саду, имя Гонзага (но у жертвы, а не убийцы или вдовы). Изменение фамилии жертвы с «делла Ровере» на «Гонзага» исследователь, в таком случае, связывает с большей узнаваемостью фамилии в Англии, а также, возможно, из-за истории с убийством Альфонсо, которая тоже могла быть известной. Имя убийцы «Луциан» может быть версией подлинного имени «Луиджи». Кроме того, в репликах первого кварто персонажи обращаются друг к другу, как «герцог» и «герцогиня», а не «король» и «королева» — в поздних версиях титулатура была изменена, чтобы больше поразить Клавдия.
Буллоу подчеркивает, что сам способ убийства отца Гамлета был взят Шекспиром непосредственно из истории смерти урбинского герцога (в скандинавской Легенде о Гамлете, откуда драматург взял крайне много, король просто зарезан в пиршественной зале, нет и никакого сада). Кроме того, исследователь указывает, что сцена сравнения Гамлетом портретов двух братьев-королей — тоже отсутствует в исходной версии легенды. Однако имеется письмо Пьетро Аретино, в котором тот очень подробно со всяческими превосходными эпитетами расхваливает портрет урбинского герцога, написанный Тицианом, и внешность с моральным обликом этого монарха. Гравюра с этого портрета с сопроводительной надписью была напечатана у Паоло Джовио в Elogia virorum bellica virtute illustrium (1575).

### Протопьеса
Откуда Шекспир мог почерпнуть одну или обе эти истории — неизвестно. Быть может, существовала некая английская пьеса «Убийство Гонзаго», основанная на итальянской пьесе или рассказе; или он имел доступ к итальянскому тексту, или кто-то ему просто пересказал историю. Никаких следов итальянского или британского прототекста, однако, не найдено. Если источник был итальянским, то, как считают исследователи, это могла быть, во-первых, пьеса, довольно близко следовавшая реальным историческим событиям. Вероятно, она могла быть написана до смерти нерешительного сына-мстителя Гвидобальдо (1574), возможно, в ней смерть Фрегозо могла быть приписана непосредственно его акту мести, а заканчиваться она могла вымышленным поединком Гвидобальдо и Луиджи Гонзага. Подобное произведение могло быть сочинено при урбинском дворе, который продолжал оставаться центром культуры и привлекать таких знаменитостей, как Спероне, Триссино, Аретино, Бернардо Тассо, Меркантонио и Доменико Морозини, Диониджи Атанаги, Джироламо Муцио и Корнелио Ланчи. Верность герцогини-вдовы под сомнение не могла быть поставлена. То есть, смена отношения к этому персонажу произошла бы либо у английского автора протопьесы, либо у самого Шекспира, либо у Гамлета-автора. Либо же, мог быть второй вариант: итальянская протопьеса могла использовать несколько подробностей из истории смерти урбинского герцога в сюжете, вымышленном в других деталях, например, содержащем неверную вдову. Каким бы не был этот процесс, итальянская реальная история была полностью ассимилирована и изменена для увеличения драматического воздействия, а также подвижки сюжета основной пьесы.
Фамилия Гонзага — династии, правившей Мантуей в течение четырёх веков, была достаточно известна английской театральной публике: в конце 1570-х годов она вдохновила на две пьесы, сыгранные, соответственно в Ричмонде и Уайтхолле: «The Three Systers of Mantua» (1578), скорее всего, посвященная трем дочерям маркиза Людовико Гонзага, а затем «The history of the Duke of Millayn and the Marquis of Mantua» (1579). Есть версия (антистратфордианская), что их автором был граф Оксфорд во время своего итальянского путешествия. Утраченная английская протопьеса «Убийство Гонзаго» могла относиться к этой же группе произведений.

## Пьеса Йорданова
- 1988 год. Пьеса болгарского драматурга Недялко Йорданова «Убийство Гонзаго». В пьесе главными героями являются приглашенные актёры. Их в итоге обвиняют в заговоре против короля, шпионаже, допрашивают, пытают и приговаривают к наказанию, но в последний момент приходит помилование.[11]. Перевод на русский язык Элеоноры Макаровой[12].
- 15 июня 1991 года: премьера пьесы Йорданова в Малом театре. Режиссёр Борис Морозов. В спектакле играют Н. Анненков, Е. Самойлов, Ю. Каюров, Ю. Васильев, Б. Клюев[13]. В Санкт-Петербурге в том же 1991 году премьера пьесы Йорданова в театре имени Ленсовета. В главных ролях — Семён Стругачёв и Пётр Шелохонов.
- 1992 год: вышел фильм «Убийство Гонзаго». Режиссёры Борис Морозов, Александр Четверкин. Спектакль Малого театра и новосибирского молодёжного театра «Глобус» по пьесе Йорданова (его сюжет немного изменён)[14]. Морозов повторил постановку Малого театра в тех же декорациях, костюмах, музыке и проч.[11]
- В 2010-е годы пьеса входила в репертуар нескольких российских театров.